# Lucie de Lange
Lucie de Lange, pseudonimo di Lucie Janine Michelsen (Amsterdam, 12 giugno 1957), è un'attrice, doppiatrice, cantante e musicista olandese.

## Biografia
È figlia del comico Cees de Lange e Lucie Steijn. Ha studiato pianoforte, percussioni e solfeggio all' Haarlemmermeers Muzieklyceum, dopodiché ha iniziato a lavorare come assistente di produzione presso TROS Radio. Deve la sua più grande fama ai suoi ruoli nei musical di Jos Brink.

## Filmografia
- De Ep Oorklep Show - serie TV (1987)
- Flodder - serie TV (1993-1999)

## Doppiaggio
- Anabel in Fl-eek Stravaganza
- Signora Puff in SpongeBob
- Alice in I pinguini di Madagascar
- Nonna di Sid in L'era glaciale 4 - Continenti alla deriva
- Miss Fritter in Cars 3
- Mama Coco in Coco
- Signora Tweedy in Galline in fuga - L'alba dei nugget